# 布氏樹蛙
布氏樹蛙又名白頷樹蛙，是分佈在中國熱帶與亞熱帶地區、泰國、緬甸、越南、台灣、印度的一種樹蛙，被人為引入至關島。

## 分類
原稱白頷樹蛙，後歸類為斑腿樹蛙。但根據張天佑（2008）的DNA序列分析結果，台灣族群與香港的斑腿樹蛙並非同一類群。其後，Kuraishi 等（2011）確認，台灣族群應歸屬於由 Vogt 於 1911 年依據台灣標本所命名的 Polypedates braueri（布氏樹蛙）。

## 描述
布氏樹蛙為中型樹蛙，體長約5到7公分。身體背面為紅褐色、褐色或淺褐色，有2到4條深褐色縱帶，間雜一些斑點，或僅有一些斑點。上唇邊緣為白色，鼓膜上方皮褶為橘紅色，眼鼻線及鼓膜上方皮褶下則有一條黑線。腹側、鼠鼷部及後肢股部具有黑白相間成網狀花紋，好像穿了一雙網紋絲襪，所以暱稱為「台灣最性感的蛙類」，四肢有橫紋。

## 棲地與習性
平常棲息在樹上，在春天及夏天繁殖，約從四月到九月；尤其喜歡在春雨及梅雨時節活動，繁殖期時，常聚集在水邊的植物體上或者地面遮蔽物底下鳴叫，形成上百隻青蛙的大合唱。雄蛙有單一外鳴囊，牠們的叫聲有如連珠炮般的「搭、搭、搭」，聽起來常有置身靶場的錯覺，頗具有震撼效果。在雌雄數目懸殊的情況，會出現一隻雌蛙和多隻雄蛙交配共同產卵的現象，也產生同母異父的子代，藉此可以提高雄蛙交配的機會。布氏樹蛙產黃色泡沫型卵塊，常常好幾個卵塊聚成一大團高掛在樹上，每個卵塊內有400-500顆白色的卵粒。卵塊經常被蒼蠅產卵寄生並長蛆，無法發育成蝌蚪。蝌蚪為大型褐色，尾鰭高而薄，吻端上方有一顆白色斑點。

## 棲地
牠們普遍分佈於低海拔山區及果園，喜歡利用池塘、蓄水池、水溝等靜水域繁殖。

## 保护
本种于2023年被收录入《有重要生态、科学、社会价值的陆生野生动物名录》。